# Jean de Laborde

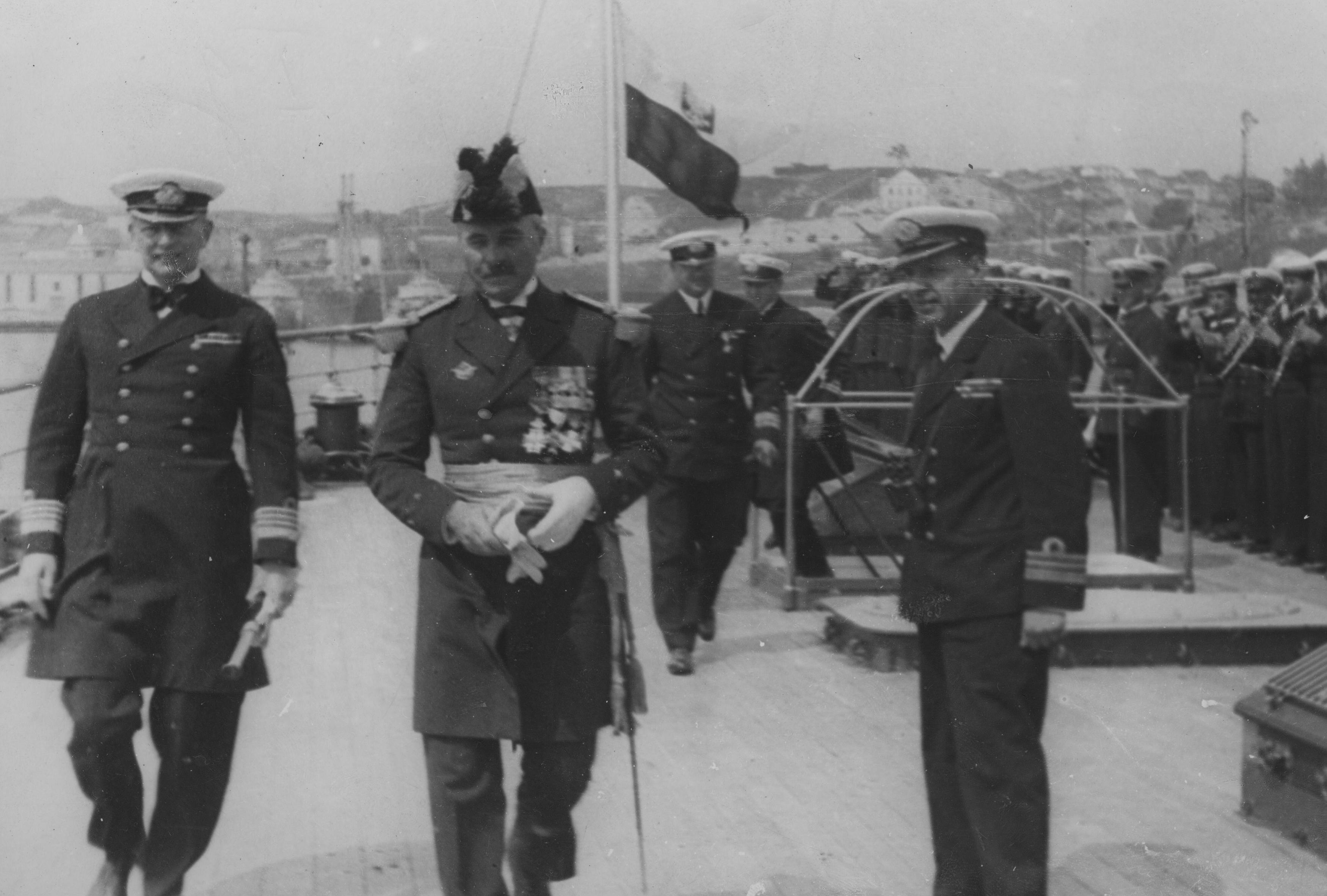
Jean de Laborde (Mitte)

Jean Joseph Jules Noël de Laborde (* 29. November 1878 Chantilly; † 30. Juli 1977 Castillon-la-Bataille) war ein französischer Admiral. Während des Zweiten Weltkrieges wurde er durch die Versenkung der französischen Flotte in Toulon unter der Regierung von Vichy bekannt.

## Leben
Bei Kriegsbeginn führte Laborde als Vizeadmiral mit dem französischen Schlachtschiff Strasbourg die 1. Flotte der französischen Seestreitkräfte. Als Befehlshaber des Marinebezirks Brest hatte Laborde angesichts der französischen Niederlage und des deutschen Vormarsches am 16. Juni 1940 die in Brest lagernden Goldreserven Belgiens und Polens nach Dakar verschiffen lassen. Die Richelieu, die Dunkerque und die Surcouf liefen zusammen mit 80 weiteren Kriegsschiffen und 76 Zivilschiffen von Brest nach Französisch-Westafrika bzw. Französisch-Algerien aus, aus Brest wurden 32.000 alliierte Soldaten evakuiert. Die Strasbourg entkam aus Saint-Nazaire nach Französisch-Nordafrika. Nach der Niederlage Frankreichs unterstützte Laborde die neue Regierung von Vichy. Er wurde von Philippe Pétain zum Kommandeur der französischen Hochseeflotte ernannt. Die Hochseeflotte bestand aus 38 modernen Schiffen und machte etwa ein Viertel der gesamten französischen Flotte aus. Petain versprach sich von den ihm bekannten Meinungsverschiedenheiten zwischen Laborde und Darlan eine leichtere Führung der Flotte.
Ganz im Gegensatz zu De Gaulle und den Briten befürwortete Laborde die Rückeroberung des Tschad für die Regierung von Vichy, dessen Führung sich am 26. August 1940 den Alliierten angeschlossen und Truppen zum Angriff auf die Achsenmächte aufgestellt hatte. Nach der alliierten Landung in Französisch-Nordafrika in der Operation Torch schlug er vor, dass die französische Flotte auslaufen und die Alliierten angreifen sollte. Dieser Vorschlag wurde von Marineminister Gabriel Auphan strikt abgelehnt.
Um die Nutzung der im Militärhafen Toulon liegenden Flotte durch die deutsche, italienische oder britische Marine zu verhindern, befahl Laborde am 27. November 1942 die Selbstversenkung der französischen Flotte.
Weil er mit seinem Selbstversenkungs-Befehl den Erhalt der Flotte und ein Überlaufen dieser zu den Alliierten verhindert und Hochverrat begangen hatte, wurde Laborde während der Säuberungsaktionen nach der Befreiung Frankreichs durch den Haute cour de justice zum Tode verurteilt. Seine Strafe wurde später in eine lebenslange Haft umgewandelt, am 9. Juni 1947 konnte er seine Begnadigung erreichen.